# دریاچه آلبرت (آفریقا)
دریاچه آلبرت یکی از دریاچه‌های بزرگ آفریقا است که در کشور اوگاندا واقع است. این دریاچه هفتمین دریاچه بزرگ آفریقا و بر اساس حجم بیست و هفتمین دریاچه بزرگ جهان است.
مساحت آن ۵٬۳۰۰ کیلومتر مربع (۲٬۰۴۶ مایل مربع)، میانگین عمق آن ۲۵ متر و حداکثر عمق آن ۵۸ متر است. حجم این دریاچه ۱۳۲ کیلومترمکعب است. ارتفاع آن از سطح آب‌های آزاد ۶۱۵ متر (۲٬۰۱۸ فوت) است.
این دریاچه به همراه دریاچه ویکتوریا از منابع آب نیل سفید است که بعدها به رود نیل آبی می‌پیوندد و نیل بزرگ را تشکیل می‌دهد